# Riegina Rachimowa
Regina Zafarowna Rachimowa (ros. Регина Зафаровна Рахимова; ur. 22 września 1989 w Czusowoju) – rosyjska narciarka dowolna, specjalizująca się w jeździe po muldach, która starty w Pucharze Świata rozpoczęła w 2009 r. Występowała także w zawodach Pucharu Europy oraz FIS Race. W 2010 roku zajęła dziewiąte miejsce podczas igrzysk olimpijskich w Vancouver. Na rozgrywanych cztery lata później igrzyskach w Soczi była ósma. Zajęła też między innymi szóste w tej konkurencji na mistrzostwach świata w Kreischbergu w 2015 roku i rozgrywanych dwa lata później mistrzostwach świata w Sierra Nevada.

## Osiągnięcia

### Igrzyska olimpijskie
| Miejsce | Dzień     | Rok  | Miejscowość | Konkurencja      | Zwyciężczyni            |
| ------- | --------- | ---- | ----------- | ---------------- | ----------------------- |
| 9.      | 13 lutego | 2010 | Vancouver   | Jazda po muldach | Hannah Kearney          |
| 8.      | 8 lutego  | 2014 | Soczi       | Jazda po muldach | Justine Dufour-Lapointe |
| 10.     | 11 lutego | 2018 | Pjongczang  | Jazda po muldach | Perrine Laffont         |

### Mistrzostwa świata
| Miejsce | Dzień       | Rok  | Miejscowość   | Konkurencja      | Zwyciężczyni            |
| ------- | ----------- | ---- | ------------- | ---------------- | ----------------------- |
| 10.     | 7 marca     | 2009 | Inawashiro    | Jazda po muldach | Aiko Uemura             |
| 20.     | 8 marca     | 2009 | Inawashiro    | Muldy podwójne   | Aiko Uemura             |
| 7.      | 2 lutego    | 2011 | Deer Valley   | Jazda po muldach | Jennifer Heil           |
| 10.     | 5 lutego    | 2011 | Deer Valley   | Muldy podwójne   | Jennifer Heil           |
| 19.     | 6 marca     | 2013 | Voss          | Jazda po muldach | Hannah Kearney          |
| 10.     | 8 marca     | 2013 | Voss          | Muldy podwójne   | Chloé Dufour-Lapointe   |
| 6.      | 18 stycznia | 2015 | Kreischberg   | Jazda po muldach | Justine Dufour-Lapointe |
| 7.      | 19 stycznia | 2015 | Kreischberg   | Muldy podwójne   | Hannah Kearney          |
| 6.      | 8 marca     | 2017 | Sierra Nevada | Jazda po muldach | Britteny Cox            |
| 15.     | 9 marca     | 2017 | Sierra Nevada | Muldy podwójne   | Perrine Laffont         |

### Puchar Świata

#### Pozycje w klasyfikacji generalnej
- sezon 2008/2009: 84.
- sezon 2009/2010: 49.
- sezon 2010/2011: 34.
- sezon 2011/2012: 41.
- sezon 2012/2013: 99.
- sezon 2013/2014: 77.
- sezon 2014/2015: 53.
- sezon 2015/2016: 38.
- sezon 2016/2017: 54.
- sezon 2017/2018: 88.

#### Miejsca na podium w zawodach
1. Ruka – 12 grudnia 2015 (Muldy podwójne) – 2. miejsce